# Moncourt

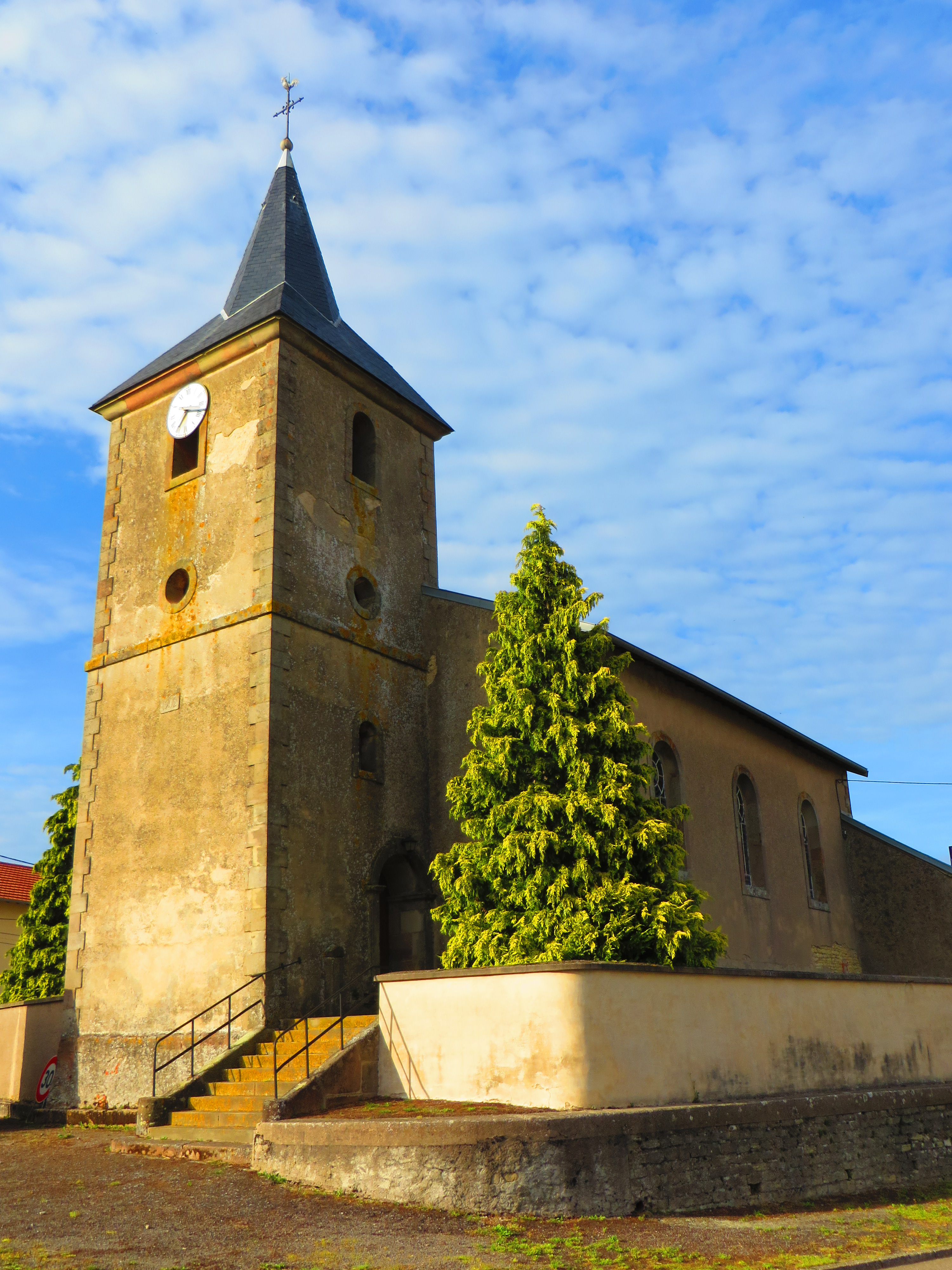
Kirche St. Remi (St. Remigius)

Moncourt ist eine französische Gemeinde mit 63 Einwohnern (Stand 1. Januar 2022) im Département Moselle in der Region Grand Est (bis 2015 Lothringen). Sie gehört zum Arrondissement Sarrebourg-Château-Salins.

## Geographie
Moncourt liegt in Lothringen, etwa 70 Kilometer südöstlich von Metz, 20 Kilometer südsüdöstlich von Château-Salins und elf Kilometer südöstlich von Vic-sur-Seille (Vic an der Seille) im Saulnois (Salzgau) auf einer Höhe zwischen 215 und 290 Metern über dem Meeresspiegel. Das Gemeindegebiet umfasst 6,74 km². Im Süden grenzt das Gemeindegebiet an das Département Meurthe-et-Moselle; die Grenze verläuft hier auf der Wasserscheide zwischen den Einzugsgebieten von Seille und Sânon.

## Geschichte
Der Ort wurde 1103  als Monnonis curtis erwähnt  und gehörte früher zum Bistum Metz. 1291 erhielt Kloster Salival den hiesigen Pfarrsitz, und 1298 trat die Abtei Ober-Seille einen Wald und ein Gut an das Kloster Clairvaux ab.
Durch den Frankfurter Frieden vom 10. Mai 1871 kam die Region an das deutsche Reichsland Elsaß-Lothringen, und das Dorf wurde dem Kreis Château-Salins im Bezirk Lothringen zugeordnet. Die Dorfbewohner betrieben Getreide-, Wein- und Hopfenbau.
Nach dem Ersten Weltkrieg musste die Region aufgrund der Bestimmungen des Versailler Vertrags 1919 an Frankreich abgetreten werden. Im Zweiten Weltkrieg war die Region von der deutschen Wehrmacht besetzt und stand unter deutscher Verwaltung. Die Dorfbewohner wurden aus dem ehemaligen Grenzdorf evakuiert. Im September 1944 wurde die Region von westalliierten Streitkräften eingenommen.
Das kleine Dorf trug 1915–1919 den eingedeutschten Namen Monhofen i. Lothr. (zur Unterscheidung von dem ebenfalls in Lothringen gelegenen Dorf Monhofen an der Mosel). 1940–1944 trug die verlassene Ortschaft den Namen Mohnhofen bei Duß.

### Bevölkerungsentwicklung
| Jahr      | 1962 | 1968 | 1975 | 1982 | 1990 | 1999 | 2007 | 2019 |
| Einwohner | 121  | 116  | 118  | 104  | 89   | 74   | 90   | 67   |

## Wappen
Das Gemeindewappen zeigt die früheren Herrschaften über Moncourt: heraldisch rechts mit Wolke, Schwert und Steinen die Attribute des Domkapitels von Metz in Erinnerung an die Abhängigkeit Moncourts von der bischöflichen Kastellanei in Vic; die Weltkugel mit Kreuz links steht für das Kartäuserkloster Bosserville, dessen Mönche die weltlichen Herren des Ortes waren.